# Llista de les espècies invasores
La llista de les espècies invasores és un compilació de quatre llistes: la llista de les cent espècies invasores més nocives del món, determinada per la Unió Internacional per a la Conservació de la Natura (UICN), la llista dels cent espècies invasores més nocives d'Europa, determinada pel projecte europeu Daisie, les espècies invasores decretades per la llei espanyola del 2011 i l'estudi de les espècies invasores de Catalunya pel Centre de Recerca Ecològica i Aplicacions Forestals (CREAF). Aquest estudi no és normatiu, però descriu la situació de fet a Catalunya.
Les diferències entre les llistes s'expliquen pel fet que la nocivitat d'una espècie depèn del context. Per exemple, el conill de bosc que l'IUCN considera com una de les espècies més nocives, no és gaire nociu a Europa occidental on és originari i on la seva població es controla per la presència d'enemics naturals. També s'ha de tenir compte de la capacitat d'adaptació d'espècies que segons les circumstàncies canviants, poden evolucionar de normal vers invasores. Com per exemple el senglar o l'os rentador, selvatges d'origen, que es van adaptar a l'home i proliferar a l'hàbitat urbà. Un exemple en sentit oposat és el gat feréstec, que prolifera en col·laboració amb l'humà que el nodreix, i que amenaça l'avifauna. Com el mostra l'exemple dels gats, el cost del control pot ser elevat i s'estima entre 2,6 i 4,6 milions d'euros anuals per a la sola Província de Girona.
Les espècies invasores d'Espanya, reprenen la llista de les espècies que el Govern d'Espanya va inscriure al Catàleg espanyol d'espècies invasores l'11 de desembre de 2011 per Reial Decret. Aquest decret és normatiu i prohibeix la introducció al medi natural de l'estat així com la possessió, el transport, el tràfic i el comerç d'exemplars vius o morts, de restes o de propàguls. Només per a raons d'investigació, salut i securitat de persones, l'administració pot concedir excepcions. El decret també estipula l'estratègia de prevenció i erradicació i les sancions en cas de contravenció.
S'ha d'insistir en la diferència entre espècie exòtica i espècie invasora. La primera categoria només indica una espècie importada, al·lòctona, la segona una espècie, que pel context (absència d'enemics naturals, fertilitat superior a la de les espècies locals, capacitat d'adaptatció a un canvi d'hàbitat…) esdevé una amenaça per a la flora i fauna locals i la biodiversitat.
| Binomi                            | nom comú                        | Categoria             | Daisie 100 més nociues Europa | IUCN 100 més nociues món | Prohibides a Espanya | Situació a Catalunya (Exocat)            |
| --------------------------------- | ------------------------------- | --------------------- | ----------------------------- | ------------------------ | -------------------- | ---------------------------------------- |
| Abutilon theophrasti              | Soja borda                      | Planta                |                               |                          |                      | Invasora                                 |
| Acacia dealbata                   | Mimosa comuna                   | Planta                | Daisie                        |                          | ES                   | Naturalitzada                            |
| Acacia mearnsii                   |                                 | Planta                |                               | IUCN                     |                      |                                          |
| Acer negundo                      | Negundo                         | Planta                |                               |                          |                      | Invasora                                 |
| Achatina fulica                   | Caragol gegant africà           | Mol·lusc              |                               | IUCN                     |                      |                                          |
| Acridotheres ginginianus          | Minà fosc                       | Ocell                 |                               |                          | ES                   | Introduïda                               |
| Acridotheres tristis              | Minà comú                       | Ocell                 |                               | IUCN                     | ES                   | No establerta                            |
| Acrothamnion preissii             |                                 | Alga                  |                               |                          |                      | Citacio puntual (potencialment invasora) |
| Aedes (Stegomyia) albopictus      |                                 | Invertebrat terrestre |                               |                          | ES                   | Invasora                                 |
| Aedes albopictus                  | Mosquit tigre                   | Insecte               | Daisie                        | IUCN                     |                      |                                          |
| Agave americana                   | Atzavara                        | Planta                |                               |                          | ES                   | Invasora                                 |
| Ailanthus altissima               | Ailant                          | Planta                | Daisie                        |                          | ES                   | Invasora                                 |
| Alburnus alburnus                 | Alburn                          | Peix                  |                               |                          | ES                   | Invasora                                 |
| Alexandrium catenella             |                                 | Dinoflagel·lat        | Daisie                        |                          |                      |                                          |
| Alopochen aegyptiaca              | Oca egípcia                     | Ocell                 |                               |                          | ES                   | No establerta                            |
| Amandava amandava amandava        |                                 | Ocell                 |                               |                          | ES                   | No establerta                            |
| Amaranthus albus                  | Amarant blanc                   | Planta                |                               |                          |                      | Invasora                                 |
| Amaranthus blitoides              | Amarant blitoide                | Planta                |                               |                          |                      | Invasora                                 |
| Amaranthus deflexus               | Amarant deflex                  | Planta                |                               |                          |                      | Invasora                                 |
| Amaranthus hybridus               | Amarant híbrid                  | Planta                |                               |                          |                      | Invasora                                 |
| Amaranthus muricatus              | Blet de fulla estret            | Planta                |                               |                          |                      | Invasora                                 |
| Amaranthus powellii               | Blet                            | Planta                |                               |                          |                      | Invasora                                 |
| Amaranthus retroflexus            | Marxant gros                    | Planta                |                               |                          |                      | Invasora                                 |
| Amaranthus viridis                | Amarant gràcil, blet verd       | Planta                |                               |                          |                      | Invasora                                 |
| Ambrosia artemisiifolia           |                                 | Planta                | Daisie                        |                          | ES                   | Introduïda                               |
| Ambrosia coronopifolia            |                                 | Planta                |                               |                          |                      | Invasora localment                       |
| Ameiurus melas                    | Peix gat negre                  | Peix                  |                               |                          | ES                   | Invasora                                 |
| Anguillicola crassus              |                                 | Nematode              | Daisie                        |                          |                      |                                          |
| Anopheles quadrimaculatus         |                                 | Insecte               |                               | IUCN                     |                      |                                          |
| Anoplolepis gracilipes            | Formiga boja groga              | Insecte               |                               | IUCN                     |                      |                                          |
| Anoplophora chinensis             |                                 | Insecte               | Daisie                        |                          |                      |                                          |
| Anoplophora glabripennis          |                                 | Insecte               | Daisie                        | IUCN                     |                      |                                          |
| Aphanomyces astaci                |                                 | Oomicet               | Daisie                        | IUCN                     |                      |                                          |
| Aphis gossypii                    | Pugó del cotoner                | Insecte               | Daisie                        |                          |                      | Invasora                                 |
| Araujia sericifera                | Miraguà fals                    | Planta                |                               |                          | ES                   | Invasora                                 |
| Ardisia elliptica                 |                                 | Planta                |                               | IUCN                     |                      |                                          |
| Arion vulgaris                    |                                 | Mol·lusc              | Daisie                        |                          |                      |                                          |
| Artemia franciscana               |                                 | Invertebrat aquàtic   |                               |                          |                      | Invasora localment                       |
| Artemisia verlotiorum             | Altamira borda                  | Planta                |                               |                          |                      | Invasora                                 |
| Arundo donax                      | Canya comuna                    | Planta                |                               | IUCN                     |                      | Invasora                                 |
| Asparagopsis armata               |                                 | Alga                  |                               |                          | ES                   | Invasora                                 |
| Asparagus asparagoides            |                                 | Planta                |                               |                          | ES                   | Introduïda                               |
| Aster pilosus                     | Àster lanceolat, àster pilós    | Planta                |                               |                          |                      | Invasora                                 |
| Aster squamatus                   | Àster america, botja            | Planta                |                               |                          |                      | Invasora                                 |
| Asterias amurensis                |                                 | Equinoderm            |                               | IUCN                     |                      |                                          |
| Atelerix albiventris              | Eriçó de panxa blanca           | Mamífer               |                               |                          | ES                   | Introduïda                               |
| Azolla caroliniana                | Falguera d'aigua                | Planta                |                               |                          | ES                   | Naturalitzada                            |
| Azolla filiculoides               | Falguera d'aigua                | Planta                |                               |                          | ES                   | Invasora                                 |
| Baccharis halimifolia             |                                 | Planta                |                               |                          | ES                   | Eliminada del medi                       |
| Balanus improvisus                |                                 | Crustaci              | Daisie                        |                          |                      |                                          |
| Banana bunchy top virus (BBTV)    |                                 | Virus                 |                               | IUCN                     |                      |                                          |
| Batrachochytrium dendrobatidis    |                                 | Fong                  |                               | IUCN                     |                      |                                          |
| Bemisia tabaci                    | Mosca blanca del tabac          | Insecte               | Daisie                        | IUCN                     |                      | Invasora                                 |
| Bidens subalternans               |                                 | Planta                |                               |                          |                      | Invasora                                 |
| Boiga irregularis                 |                                 | Rèptil                |                               | IUCN                     |                      |                                          |
| Bonnemaisonia hamifera            |                                 | Alga                  | Daisie                        |                          |                      | Introduïda                               |
| Brachidontes pharaonis            |                                 | Mol·lusc              | Daisie                        |                          |                      |                                          |
| Branta canadensis                 | Oca del Canadà                  | Ocell                 | Daisie                        |                          | ES                   | No establerta                            |
| Bromus catharticus                | Blat de formiga                 | Planta                |                               |                          |                      | Invasora                                 |
| Buddleja davidii                  | Budleia                         | Planta                |                               |                          | ES                   | Invasora                                 |
| Bursaphelenchus xylophilus        | Nematode del pí                 | Nematode              | Daisie                        |                          |                      |                                          |
| Cacyreus marshalli                | Barrinadora dels geranis        | Invertebrat terrestre |                               |                          |                      | Invasora                                 |
| Cameraria ohridella               | Minadora del castanyer          | Insecte               | Daisie                        |                          |                      | Establerta                               |
| Campylopus introflexus            |                                 | Briòfit               | Daisie                        |                          |                      | Invasora                                 |
| Capra hircus                      | Cabra                           | Mamífer               |                               | IUCN                     |                      | Establerta                               |
| Carassius auratus                 | Carpí daurat                    | Peix                  |                               |                          |                      | Invasora                                 |
| Carcinus maenas                   |                                 | Crustaci              |                               | IUCN                     |                      |                                          |
| Carpobrotus acinaciformis         | Bàlsam                          | Planta                |                               |                          | ES                   | Invasora                                 |
| Carpobrotus edulis                | Bàlsam                          | Planta                | Daisie                        |                          | ES                   | Invasora                                 |
| Caulerpa racemosa                 |                                 | Alga                  | Daisie                        |                          |                      |                                          |
| Caulerpa cylindracea              |                                 | Alga                  |                               |                          | ES                   | Invasora                                 |
| Caulerpa taxifolia                | Caulerpa taxifolia              | Planta                | Daisie                        | IUCN                     |                      |                                          |
| Cecropia peltata                  |                                 | Planta                |                               | IUCN                     |                      |                                          |
| Ceratitis capitata                | Mosca de la fruita              | Insecte               | Daisie                        |                          |                      | Invasora                                 |
| Cercopagis pengoi                 |                                 | Crustaci              | Daisie                        | IUCN                     |                      |                                          |
| Cervus elaphus                    | Cérvol comú                     | Mamífer               |                               | IUCN                     |                      |                                          |
| Cervus nippon                     | Sika                            | Mamífer               | Daisie                        |                          |                      |                                          |
| Chattonella cf.                   |                                 | Alga                  | Daisie                        |                          |                      |                                          |
| Chenopodium ambrosioides          | Te bord                         | Planta                |                               |                          |                      | Invasora                                 |
| Chromolaena odorata               |                                 | Planta                |                               | IUCN                     |                      |                                          |
| Chrysemys picta                   |                                 | Rèptil                |                               |                          | ES                   | No establerta                            |
| Cinara cupressi                   |                                 | Insecte               |                               | IUCN                     |                      |                                          |
| Cinchona pubescens                |                                 | Planta                |                               | IUCN                     |                      |                                          |
| Clarias batrachus                 |                                 | Peix                  |                               | IUCN                     |                      |                                          |
| Clidemia hirta                    |                                 | Planta                |                               | IUCN                     |                      |                                          |
| Codium fragile                    |                                 | Planta                | Daisie                        |                          | ES                   | Introduïda                               |
| Erigeron bonariensis              |                                 | Planta                |                               |                          |                      | Invasora                                 |
| Conyza canadensis                 | cànem bord                      | Planta                |                               |                          |                      | Invasora                                 |
| Erigeron sumatrensis              | cànem bord                      | Planta                |                               |                          |                      | Invasora                                 |
| Coptotermes formosanus            |                                 | Insecte               |                               | IUCN                     |                      |                                          |
| Corbicula fluminea                | Cloïssa asiàtica                | Mol·lusc              | Daisie                        |                          | ES                   | Invasora                                 |
| Cordylophora caspia               |                                 | Cnidari               | Daisie                        |                          |                      |                                          |
| Cortaderia selloana               | Ginerí                          | Planta                | Daisie                        |                          | ES                   | Invasora                                 |
| Coscinodiscus wailesii            |                                 | Alga                  | Daisie                        |                          |                      |                                          |
| Coturnix japonica                 | Guatlla japonesa                | Ocell                 |                               |                          | ES                   | No establerta                            |
| Crassostrea gigas                 | Ostra japonesa                  | Mol·lusc              | Daisie                        |                          |                      | Establerta                               |
| Crassula helmsii                  | Cràssula                        | Planta                | Daisie                        |                          |                      |                                          |
| Crepidula fornicata               |                                 | Mol·lusc              | Daisie                        |                          |                      |                                          |
| Crepis bursifolia                 |                                 | Planta                |                               |                          |                      | Invasora                                 |
| Crepis sancta sancta              |                                 | Planta                |                               |                          |                      | Invasora                                 |
| Cryphonectria parasitica          |                                 | Fong                  |                               | IUCN                     |                      |                                          |
| Cydalima perspectalis             | Eruga del boix                  | Insecte               |                               |                          |                      | introduïda                               |
| Cylindropuntia spinosior          |                                 | Planta                |                               |                          | ES                   | Introduïda                               |
| Cylindropuntia tunicata           |                                 | Planta                |                               |                          | ES                   | Naturalitzada                            |
| Cyperus eragrostis                |                                 | Planta                |                               |                          |                      | Invasora                                 |
| Cyprinus carpio                   | Carpa                           | Peix                  |                               | IUCN                     |                      | Invasora                                 |
| Datura stramonium                 | Estramoni                       | Planta                |                               |                          |                      | Invasora                                 |
| Diabrotica virgifera              |                                 | Insecte               | Daisie                        |                          |                      |                                          |
| Didymosphenia geminata            |                                 | Alga                  |                               |                          | ES                   | Introduïda                               |
| Dikerogammarus villosus           |                                 | Crustaci              | Daisie                        |                          |                      |                                          |
| Discoglossus pictus               | Granota pintada                 | Amfibi                |                               |                          |                      | Invasora                                 |
| Dreissena polymorpha              | Musclo zebrat                   | Mol·lusc              | Daisie                        | IUCN                     | ES                   | Invasora                                 |
| Dyspanopeus sayi                  |                                 | Invertebrat aquàtic   |                               |                          | ES                   | Establerta                               |
| Echinocystis lobata               |                                 | Planta                | Daisie                        |                          |                      |                                          |
| Egeria densa                      |                                 | Planta                |                               |                          | ES                   | Introduïda                               |
| Eichhornia crassipes              |                                 | Planta                |                               | IUCN                     | ES                   | Adventícia                               |
| Eleusine tristachya barcinonensis |                                 | Planta                |                               |                          |                      | Invasora                                 |
| Eleutherodactylus coqui           |                                 | Amfibi                |                               | IUCN                     |                      |                                          |
| Eleutherodactylus coqui           |                                 | Mol·lusc              |                               | IUCN                     |                      |                                          |
| Elodea canadensis                 |                                 | Planta                | Daisie                        |                          | ES                   | Invasora                                 |
| Ensis americanus                  |                                 | Mol·lusc              | Daisie                        |                          |                      |                                          |
| Eriocheir sinensis                | Cranc xinès                     | Crustaci              | Daisie                        | IUCN                     |                      |                                          |
| Esox lucius                       | Lluç de riu                     | Peix                  |                               |                          | ES                   | Invasora                                 |
| Estrilda astrild                  | Bec de corall senegalès         | Ocell                 |                               |                          | ES                   | Invasora                                 |
| Estrilda caerulescens             | Bec de corall blau              | Ocell                 |                               |                          | ES                   | Introduïda                               |
| Estrilda melpoda                  | Bec de corall de galtes taronja | Ocell                 |                               |                          | ES                   | No establerta                            |
| Estrilda rhodopyga                | Bec de corall carpó-roig        | Ocell                 |                               |                          | ES                   | No establerta                            |
| Estrilda troglodytes              | Bec de corall cuanegre          | Ocell                 |                               |                          | ES                   | No establerta                            |
| Euphorbia esula                   | Lleteresa de séquia             | Planta                |                               | IUCN                     |                      |                                          |
| Euphorbia prostrata               | Herba berruguera                | Planta                |                               |                          |                      | Invasora                                 |
| Euplectes afer                    | Teixidor daurat                 | Ocell                 |                               |                          | ES                   | No establerta                            |
| Euplectes franciscanus            | Teixidor ataronjat              | Ocell                 |                               |                          | ES                   | No establerta                            |
| Euplectes hordeaceus              | Teixidor de casquet roig        | Ocell                 |                               |                          | ES                   | No establerta                            |
| Euplectes jacksoni                | Teixidor de Jackson             | Ocell                 |                               |                          | ES                   | Introduïda                               |
| Euplectes macrourus               |                                 | Ocell                 |                               |                          | ES                   | No establerta                            |
| Euplectes nigroventris            | Teixidor de Zanzíbar            | Ocell                 |                               |                          | ES                   | Introduïda                               |
| Euplectes orix                    | Teixidor vermell                | Ocell                 |                               |                          | ES                   | No establerta                            |
| Fallopia baldschuanica            |                                 | Planta                |                               |                          | ES                   | Naturalitzada                            |
| Reynoutria japonica               |                                 | Planta                | Daisie                        | IUCN                     | ES                   |                                          |
| Felis silvestris catus            | Gat                             | Mamífer               |                               | IUCN                     |                      |                                          |
| Ficopomatus enigmaticus           | Mercierella                     | Annelida              | Daisie                        |                          | ES                   | Establerta                               |
| Fistularia commersonii            |                                 | Peix                  | Daisie                        |                          |                      | No establerta (potencialment invasora)   |
| Frankliniella occidentalis        |                                 | Insecte               | Daisie                        |                          | ES                   | Invasora                                 |
| Fundulus heteroclitus             | Fúndul                          | Peix                  |                               |                          | ES                   | Invasora                                 |
| Gambusia affinis                  | Moixó de moscard                | Peix                  |                               | IUCN                     |                      |                                          |
| Gambusia holbrooki                |                                 | Peix                  |                               |                          | ES                   | Invasora                                 |
| Gazania rigens                    |                                 | Planta                |                               |                          |                      | Invasora                                 |
| Gyrodactylus salaris              |                                 | Platyhelminthes       | Daisie                        |                          |                      |                                          |
| Halophila stipulacea              |                                 | Planta                | Daisie                        |                          |                      |                                          |
| Halyomorpha halys                 | Bernat marbrejat                | Insecte               |                               |                          |                      | Introduïda                               |
| Harmonia axyridis                 |                                 | Insecte               | Daisie                        |                          | ES                   | Introduïda                               |
| Hedychium gardnerianum            |                                 | Planta                | Daisie                        | IUCN                     |                      |                                          |
| Helianthus tuberosus              | Nyàmera                         | Planta                |                               |                          |                      | Invasora                                 |
| Heracleum mantegazzianum          | Julivert gegant                 | Planta                | Daisie                        |                          | ES                   | Adventícia                               |
| Herpestes auropunctatus           |                                 | Mamífer               |                               | IUCN                     |                      |                                          |
| Hiptage benghalensis              |                                 | Planta                |                               | IUCN                     |                      |                                          |
| Ictalurus punctatus               | Peix gat americà                | Peix                  |                               |                          | ES                   | No establerta                            |
| Impatiens glandulifera            |                                 | Planta                | Daisie                        |                          |                      | Adventícia                               |
| Imperata cylindrica               | Sisca                           | Planta                |                               | IUCN                     |                      |                                          |
| Ipomoea purpurea                  | Glòria del matí                 | Planta                |                               |                          |                      | Invasora                                 |
| Lantana camara                    |                                 | Planta                |                               | IUCN                     |                      | Adventícia                               |
| Lasius neglectus                  |                                 | Invertebrat terrestre |                               |                          | ES                   | Invasora                                 |
| Lates niloticus                   | Perca del Nil                   | Peix                  |                               | IUCN                     |                      |                                          |
| Leiothrix lutea                   | Rossinyol del Japó              | Ocell                 |                               |                          | ES                   | Invasora                                 |
| Lepomis gibbosus                  | Peix sol                        | Peix                  |                               |                          | ES                   | Invasora                                 |
| Leptinotarsa decemlineata         | Escarabat de la patata          | Insecte               | Daisie                        |                          |                      | Invasora                                 |
| Leptoglossus occidentalis         |                                 | Invertebrat terrestre |                               |                          | ES                   | Invasora                                 |
| Leucaena leucocephala             | Aromer blanc                    | Planta                |                               | IUCN                     |                      | Adventícia                               |
| Ligustrum lucidum                 |                                 | Planta                |                               |                          |                      | Invasora                                 |
| Ligustrum robustum                |                                 | Planta                |                               | IUCN                     |                      |                                          |
| Linepithema humile                | Formiga argentina               | Insecte               | Daisie                        | IUCN                     | ES                   | Invasora                                 |
| Liriomyza huidobrensis            |                                 | Insecte               | Daisie                        |                          |                      |                                          |
| Lithobates catesbeianus           | Granota toro                    | Amfibi                | Daisie                        | IUCN                     | ES                   | Introduïda                               |
| Lonicera japonica                 | Xuclamel japonès                | Planta                |                               |                          |                      | Invasora                                 |
| Ludwigia grandiflora              |                                 | Planta                |                               |                          | ES                   | Invasora                                 |
| Ludwigia peploides montevidensis  |                                 | Planta                |                               |                          | ES                   | Naturalitzada                            |
| Lymantria dispar                  | Cuca peluda del suro            | Insecte               |                               | IUCN                     |                      |                                          |
| Lythrum salicaria                 | Salicària                       | Planta                |                               | IUCN                     |                      |                                          |
| Macaca fascicularis               | Macaco menjacrancs              | Mamífer               |                               | IUCN                     |                      |                                          |
| Marenzelleria neglecta            |                                 | Annelida              | Daisie                        |                          |                      |                                          |
| Marsupenaeus japonicus            |                                 | Crustaci              | Daisie                        |                          |                      |                                          |
| Melaleuca quinquenervia           |                                 | Planta                |                               |                          |                      |                                          |
| Melaleuca quinquenervia           |                                 | Planta                |                               | IUCN                     |                      |                                          |
| Melanoides tuberculatus           |                                 | Invertebrat aquàtic   |                               |                          | ES                   | Introduïda                               |
| Micropterus salmoides             | Perca americana                 | Peix                  |                               | IUCN                     | ES                   | Invasora                                 |
| Mikania micrantha                 |                                 | Planta                |                               | IUCN                     |                      |                                          |
| Mimosa pigra                      |                                 | Planta                |                               | IUCN                     |                      |                                          |
| Misgurnus anguillicaudatus        | Misgurn del Japó                | Peix                  |                               |                          | ES                   | Invasora                                 |
| Mnemiopsis leidyi                 |                                 | Briozou               | Daisie                        | IUCN                     | ES                   | Establerta (potencialment invasora)      |
| Monomorium destructor             |                                 | Invertebrat terrestre |                               |                          | ES                   | Introduïda                               |
| Morella faya                      |                                 | Planta                |                               | IUCN                     |                      |                                          |
| Mus musculus                      | Ratolí comú                     | Mamífer               |                               | IUCN                     |                      |                                          |
| Musculista senhousia              |                                 | Mol·lusc              | Daisie                        |                          |                      |                                          |
| Mustela erminea                   | Ermini                          | Mamífer               |                               | IUCN                     |                      |                                          |
| Mustela vison                     | Visó americà                    | Mamífer               | Daisie                        |                          |                      |                                          |
| Myiopsitta monachus               | Cotorreta de pit gris           | Ocell                 |                               |                          | ES                   | Invasora                                 |
| Myocastor coypus                  | Coipú                           | Mamífer               | Daisie                        |                          | ES                   | Establerta                               |
| Myriophyllum aquaticum            |                                 | Planta                |                               |                          | ES                   | Naturalitzada                            |
| Mytilus galloprovincialis         | Musclo del Mediterrani          | Mol·lusc              |                               | IUCN                     |                      |                                          |
| Neogobius melanostomus            | Neogobi melanòstom              | Peix                  | Daisie                        |                          |                      |                                          |
| Neogale vison                     | Visó americà                    | Mamífer               |                               |                          | ES                   | Invasora                                 |
| Nicotiana glauca                  | Tabac de jardí                  | Planta                |                               |                          | ES                   | Invasora                                 |
| Nyctereutes procyonoides          | Gos viverrí                     | Mamífer               | Daisie                        |                          |                      |                                          |
| Odontella sinensis                |                                 | Alga                  | Daisie                        |                          |                      |                                          |
| Oenothera biennis biennis         |                                 | Planta                |                               |                          |                      | Invasora                                 |
| Oncorhynchus mykiss               | Truita arc de Sant Martí        | Peix                  |                               | IUCN                     |                      | Invasora                                 |
| Ondatra zibethicus                | Rata mesquera                   | Mamífer               | Daisie                        |                          |                      |                                          |
| Ophiostoma novo-ulmi              |                                 | Fong                  | Daisie                        |                          |                      |                                          |
| Ophiostoma ulmi sensu lato        |                                 | Fong                  |                               | IUCN                     |                      |                                          |
| Opuntia ficus-indica              | Figuera de moro                 | Planta                | Daisie                        |                          | ES                   | Invasora                                 |
| Opuntia stricta                   |                                 | Planta                |                               | IUCN                     | ES                   | Adventícia                               |
| Orconectes limosus                |                                 | Invertebrat aquàtic   |                               |                          | ES                   | No establerta                            |
| Oreochromis mossambicus           |                                 | Peix                  |                               | IUCN                     |                      |                                          |
| Oryctolagus cuniculus             | Conill de bosc                  | Mamífer               |                               | IUCN                     |                      |                                          |
| Oxalis corniculata                |                                 | Planta                |                               |                          |                      | Invasora                                 |
| Oxalis pes-caprae                 |                                 | Planta                | Daisie                        |                          | ES                   | Invasora                                 |
| Oxyura jamaicensis                | Ànec de Jamaica                 | Ocell                 | Daisie                        |                          | ES                   | No establerta                            |
| Pacifastacus leniusculus          | Cranc senyal                    | Invertebrat aquàtic   |                               |                          | ES                   | Invasora                                 |
| Paralithodes camtschaticus        |                                 | Crustaci              | Daisie                        |                          |                      |                                          |
| Paralithodes camtschaticus        |                                 | Crustaci              | Daisie                        |                          |                      |                                          |
| Paramisgurnus dabryanus           |                                 | Peix                  |                               |                          |                      | Invasora                                 |
| Paspalum dilatatum                |                                 | Planta                |                               |                          |                      | Invasora                                 |
| Paspalum distichum                |                                 | Planta                |                               |                          |                      | Invasora                                 |
| Paspalum paspaloides              |                                 | Planta                | Daisie                        |                          |                      |                                          |
| Paspalum vaginatum                |                                 | Planta                |                               |                          |                      | Invasora                                 |
| Paysandisia archon                |                                 | Invertebrat terrestre |                               |                          | ES                   | Invasora                                 |
| Pennisetum setaceum               |                                 | Planta                |                               |                          | ES                   | Introduïda                               |
| Pennisetum villosum               | Cua de rata                     | Planta                |                               |                          |                      | Invasora                                 |
| Perca fluviatilis                 | Perca de riu                    | Peix                  |                               |                          | ES                   | Establerta                               |
| Percnon gibbesi                   |                                 | Crustaci              | Daisie                        |                          | ES                   | Introduïda                               |
| Phasianus colchicus               | Faisà vulgar                    | Ocell                 |                               |                          |                      | Establerta (localment invasora)          |
| Pheidole megacephala              |                                 | Insecte               |                               | IUCN                     |                      |                                          |
| Phytolacca americana              | Raïm de moro                    | Planta                |                               |                          |                      | Invasora                                 |
| Phytophthora cinnamomi            |                                 | Oomicet               | Daisie                        | IUCN                     |                      |                                          |
| Pinctada radiata                  |                                 | Mol·lusc              | Daisie                        |                          |                      |                                          |
| Pinus pinaster                    | Pinastre                        | Planta                |                               | IUCN                     |                      |                                          |
| Plasmodium relictum               |                                 | Protoctists           |                               | IUCN                     |                      |                                          |
| Platydemus manokwari              |                                 | Platyhelminthes       |                               | IUCN                     |                      |                                          |
| Ploceus cucullatus                | Teixidor social                 | Ocell                 |                               |                          | ES                   | No establerta                            |
| Ploceus galbula                   | Teixidor de Rüppell             | Ocell                 |                               |                          | ES                   | No establerta                            |
| Ploceus manyar                    | Teixidor ratllat                | Ocell                 |                               |                          | ES                   | Introduïda                               |
| Ploceus melanocephalus            | Teixidor capnegre               | Ocell                 |                               |                          | ES                   | No establerta                            |
| Ploceus nigerrimus castaneofuscus |                                 | Ocell                 |                               |                          | ES                   | No establerta                            |
| Ploceus vitellinus                | Teixidor vitel·lí               | Ocell                 |                               |                          | ES                   | Introduïda                               |
| Pomacea canaliculata              | Cargol poma acanalat            | Mol·lusc              |                               | IUCN                     | ES                   | Invasora                                 |
| Pomacea insularum                 | Cargol poma tacat               | Mol·lusc              |                               | IUCN                     | ES                   | Invasora                                 |
| Pomacea maculata                  | Cargol poma tacat               | Mol·lusc              |                               | IUCN                     | ES                   | Invasora                                 |
| Portunus pelagicus                |                                 | Crustaci              | Daisie                        |                          |                      |                                          |
| Potamocorbula amurensis           |                                 | Mol·lusc              |                               | IUCN                     |                      |                                          |
| Potamopyrgus antipodarum          | Cargol del fang                 | Invertebrat aquàtic   |                               |                          | ES                   | Establerta                               |
| Procambarus clarkii               | Cranc de riu americà            | Crustaci              | Daisie                        |                          | ES                   | Invasora                                 |
| Procyon lotor                     | Ós rentador                     | Mamífer               | Daisie                        |                          | ES                   | No establerta                            |
| Prosopis glandulosa               |                                 | Planta                |                               | IUCN                     |                      |                                          |
| Prunus serotina                   | Cirerer americà                 | Planta                | Daisie                        |                          |                      |                                          |
| Pseudorasbora parva               |                                 | Peix                  | Daisie                        |                          | ES                   | Invasora                                 |
| Psidium cattleyanum               | Planta                          |                       | IUCN                          |                          |                      |                                          |
| Psittacula krameri                | Cotorra de Kramer               | Ocell                 | Daisie                        |                          | ES                   | Invasora                                 |
| Pueraria montana var. lobata      |                                 | Planta                |                               | IUCN                     |                      |                                          |
| Pycnonotus cafer                  | Bulbul de cul vermell           | Ocell                 |                               | IUCN                     |                      |                                          |
| Pycnonotus jocosus                |                                 | Ocell                 |                               |                          | ES                   | No establerta                            |
| Quelea quelea                     | Quelea de bec vermell           | Ocell                 |                               |                          | ES                   | No establerta                            |
| Rapana venosa                     |                                 | Mol·lusc              | Daisie                        |                          |                      |                                          |
| Rattus norvegicus                 | Rata comuna                     | Mamífer               | Daisie                        |                          |                      | Establerta                               |
| Rattus rattus                     | Rata negra                      | Mamífer               |                               | IUCN                     |                      | Establerta                               |
| Rhinella marina                   |                                 | Amfibi                |                               | IUCN                     |                      |                                          |
| Rhododendron ponticum             |                                 | Planta                | Daisie                        |                          |                      |                                          |
| Rhopilema nomadica                |                                 | Cnidari               | Daisie                        |                          |                      |                                          |
| Rhynchophorus ferrugineus         | Morrut de les palmeres          | Invertebrat terrestre |                               |                          | ES                   | Invasora                                 |
| Robinia pseudoacacia              | Robínia                         | Planta                | Daisie                        |                          |                      | Invasora                                 |
| Rosa rugosa                       |                                 | Planta                | Daisie                        |                          |                      |                                          |
| Rubus ellipticus                  |                                 | Planta                |                               | IUCN                     |                      |                                          |
| Rutilus rutilus                   | Madrilleta vera                 | Peix                  |                               |                          | ES                   | Invasora                                 |
| Salmo trutta                      | Truita comuna                   | Peix                  |                               | IUCN                     |                      | Translocada                              |
| Salvelinus fontinalis             | Truita de rierol                | Peix                  | Daisie                        |                          | ES                   | Establerta                               |
| Salvinia molesta                  |                                 | Planta                |                               | IUCN                     |                      |                                          |
| Salvinia natans                   |                                 | Planta                |                               |                          | ES                   | Introduïda                               |
| Sander lucioperca                 | Lucioperca                      | Peix                  |                               |                          | ES                   | Invasora                                 |
| Saurida undosquamis               |                                 | Peix                  | Daisie                        |                          |                      |                                          |
| Scardinius erythrophthalmus       | Gardí                           | Peix                  |                               |                          | ES                   | Invasora                                 |
| Schinus terebinthifolius          | Pebrer del Brasil               | Planta                |                               | IUCN                     |                      |                                          |
| Sciurus carolinensis              | Esquirol gris                   | Mamífer               | Daisie                        | IUCN                     |                      |                                          |
| Seiridium cardinale               |                                 | Fong                  | Daisie                        |                          |                      |                                          |
| Senecio angulatus                 |                                 | Planta                |                               |                          |                      | Invasora                                 |
| Senecio inaequidens               |                                 | Planta                |                               |                          | ES                   | Invasora                                 |
| Senecio mikanioides               |                                 | Planta                |                               |                          |                      | Invasora                                 |
| Senecio pterophorus               |                                 | Planta                |                               |                          |                      | Invasora                                 |
| Siganus rivulatus                 |                                 | Peix                  | Daisie                        |                          |                      |                                          |
| Silurus glanis                    | Silur                           | Peix                  |                               |                          | ES                   | Invasora                                 |
| Sinanodonta woodiana              |                                 | Invertebrat aquàtic   |                               |                          | ES                   | Invasora                                 |
| Solenopsis invicta                | Formiga roja del foc            | Insecte               |                               | IUCN                     |                      |                                          |
| Sorghum halepense                 | Sorgo d'Alep                    | Planta                |                               |                          |                      | Invasora                                 |
| Spartina anglica                  |                                 | Planta                | Daisie                        | IUCN                     |                      |                                          |
| Spathodea campanulata             | Espatodea                       | Planta                |                               | IUCN                     |                      |                                          |
| Sphagneticola trilobata           |                                 | Planta                |                               | IUCN                     |                      |                                          |
| Spodoptera littoralis             |                                 | Insecte               | Daisie                        |                          |                      | Invasora                                 |
| Sporobolus indicus                |                                 | Planta                |                               |                          |                      | Invasora                                 |
| Streptopelia roseogrisea          | Tórtora rosa i grisa            | Ocell                 |                               |                          | ES                   | No establerta                            |
| Sturnus vulgaris                  | Estornell vulgar                | Ocell                 |                               | IUCN                     |                      |                                          |
| Styela clava                      |                                 | Urocordat             | Daisie                        |                          |                      |                                          |
| Sus scrofa                        | Senglar                         | Mamífer               |                               | IUCN                     |                      |                                          |
| Tamarix ramosissima               |                                 | Planta                |                               | IUCN                     |                      |                                          |
| Tamias sibiricus                  | Esquirol llistat siberià        | Mamífer               | Daisie                        |                          | ES                   | No establerta                            |
| Tapinoma melanocephalum           |                                 | Invertebrat terrestre |                               |                          | ES                   | Introduïda                               |
| Teredo navalis                    | Broma (mol·lusc)                | Mol·lusc              | Daisie                        |                          |                      |                                          |
| Threskiornis aethiopicus          | Ibis sagrat                     | Ocell                 | Daisie                        |                          | ES                   | No establerta                            |
| Trachemys scripta                 | Trachemys scripta               | Rèptil                | Daisie                        | IUCN                     |                      |                                          |
| Trachemys scripta elegans         | Tortuga d'orelles vermelles     | Rèptil                |                               |                          | ES                   | Invasora                                 |
| Trachemys scripta scripta         | Tortuga d'orelles grogues       | Rèptil                |                               |                          | ES                   | Invasora                                 |
| Trachemys scripta troosti         |                                 | Rèptil                |                               |                          | ES                   | Introduïda                               |
| Tradescantia fluminensis          |                                 | Planta                |                               |                          | ES                   | Invasora                                 |
| Tricellaria inopinata             |                                 | Briozou               | Daisie                        |                          |                      |                                          |
| Tuta absoluta                     | Arna del tomàquet               | Invertebrat terrestre |                               |                          |                      | Invasora                                 |
| Undaria pinnatifida               | Wakame                          | Alga                  | Daisie                        | IUCN                     |                      |                                          |
| Vespa velutina                    | Vespa depredadora asiàtica      | Invertebrat terrestre |                               |                          | ES                   | Establerta                               |
| Womersleyella setacea             |                                 | Alga                  |                               |                          | ES                   | Introduïda                               |
| Xanthium echinatum italicum       |                                 | Planta                |                               |                          |                      | Invasora                                 |
| Xanthium spinosum                 | Espina-xoca                     | Planta                |                               |                          |                      | Invasora                                 |
| Xenopus laevis                    | Granota amb ungles africana     | Amfibi                |                               |                          | ES                   | Introduïda                               |